# Martynivka
Martynivka  (ucraniano: Мартинівка) es una localidad del Raión de Berezivka en el Óblast de Odesa de Ucrania. Según el censo de 2001, tiene una población de 48 habitantes.